# Sendeanlagen in Mainflingen

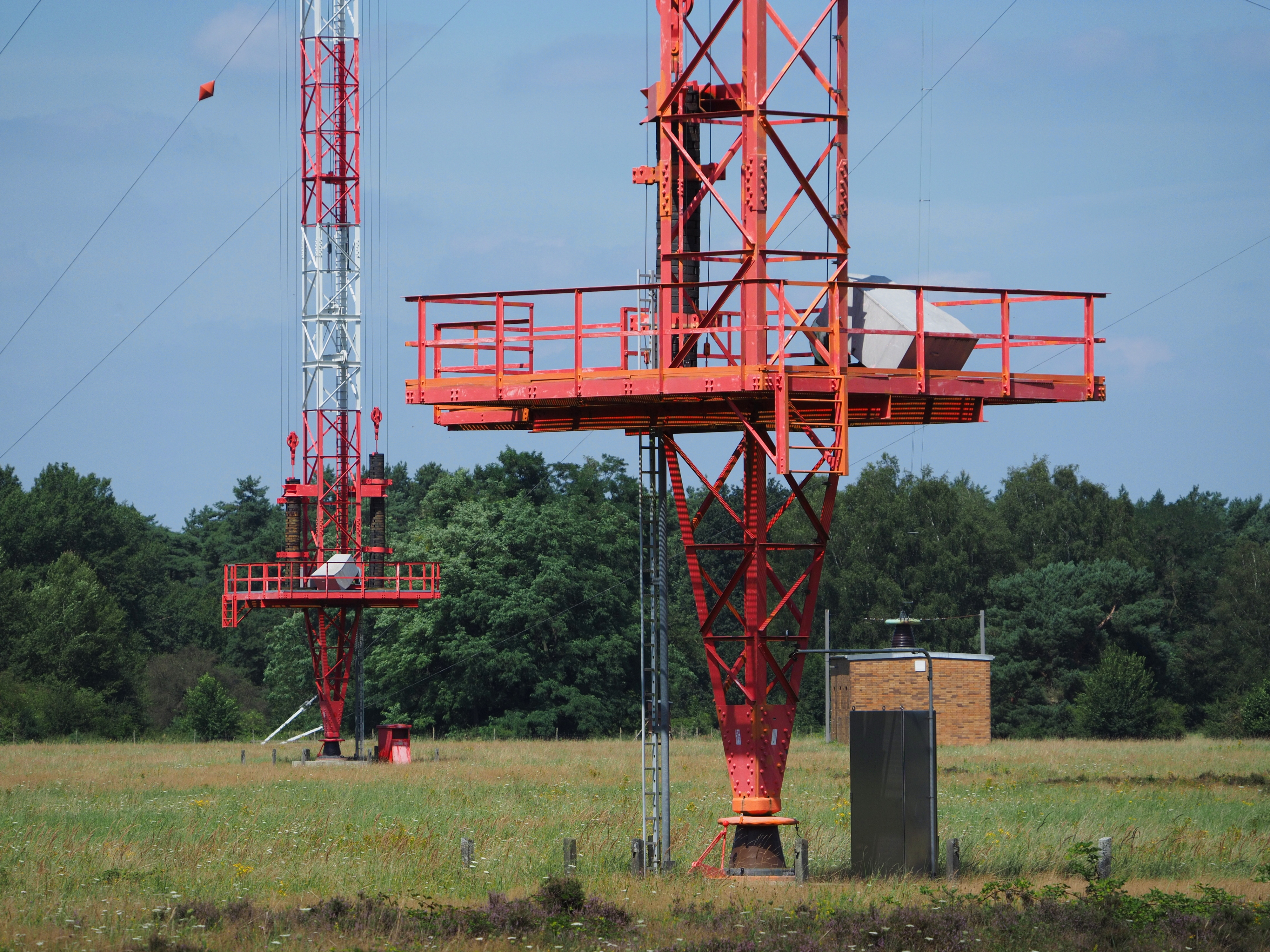
Isolierter Mastfuß von Mast VIII

Sendemast auf dem Wappen von Mainhausen

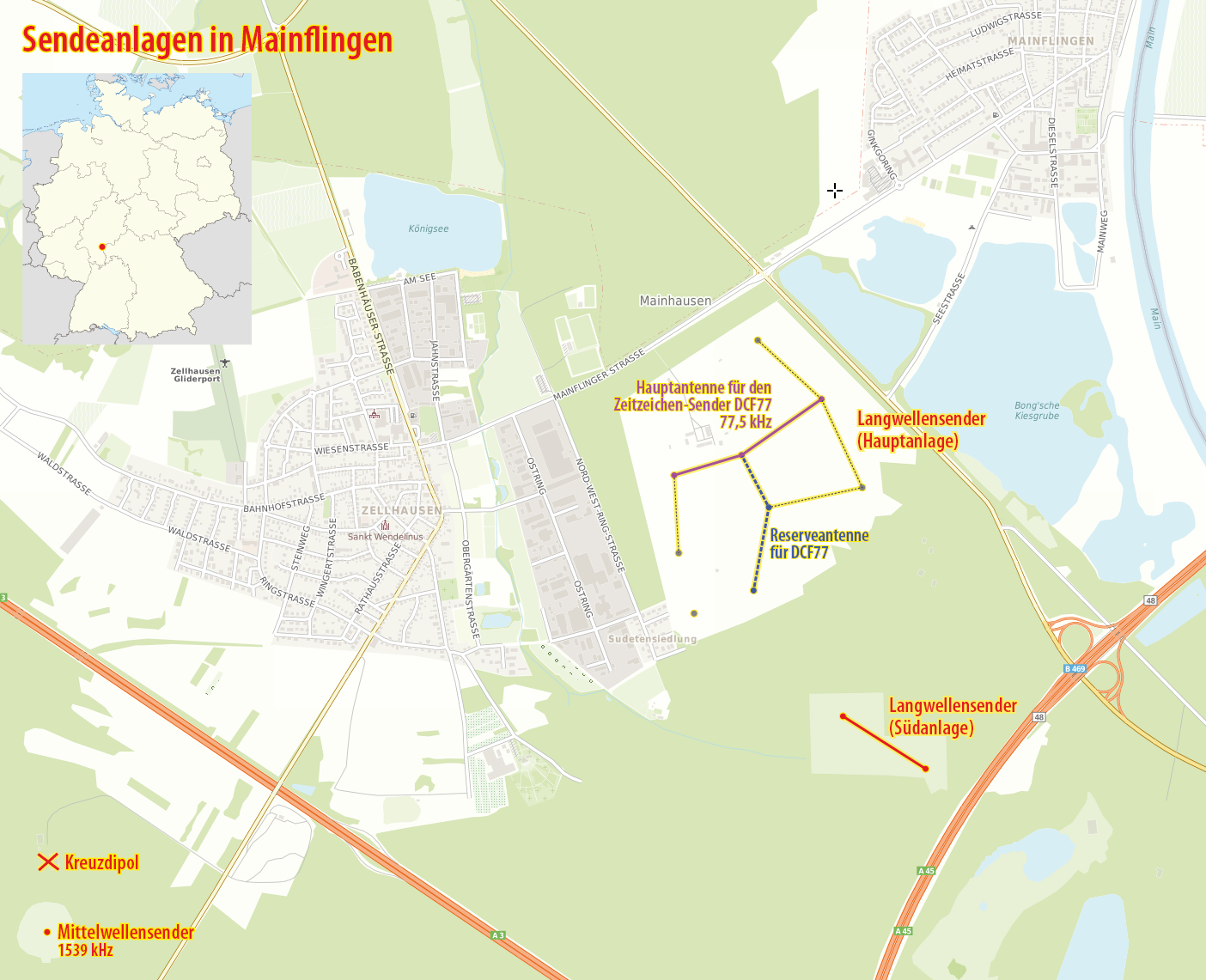
Lagekarte der Sendeanlagen

Nahe dem hessischen Ort Mainflingen in der Gemeinde Mainhausen (Landkreis Offenbach) gibt es zwei große Sendeanlagen für Lang- und Mittelwelle. Sie dienen dem zivilen Langwellenfunk und hier insbesondere der Verbreitung des Zeitzeichensignals DCF77. Mit seiner Reichweite von über 2000 km deckt der Sender ganz Mitteleuropa ab und steuert geschätzt 100 Millionen Funkuhren. Seit 2007 werden die Sender von dem privaten Unternehmen Media Broadcast (ehemals T-Systems) betrieben.

## Langwellensendeanlage
Die Langwellensendeanlage, die sich auf einem vollständig eingezäunten Areal befindet, besteht aus zwölf gegen Erde isolierten Stahlfachwerkmasten mit Höhen von 100 bis 220 Metern, an denen T- und Dreieckflächenantennen befestigt sind. Sie werden von Langwellensendern genutzt, deren Rufzeichen mit DCF beginnt.
Der bekannteste dieser Sender ist DCF77 zur Übertragung von Zeitzeichen auf der Trägerfrequenz 77,5 kHz. Dieses Zeitsignal wird von einer Atomuhr erzeugt und von der Physikalisch-Technischen Bundesanstalt kontrolliert. Die Ausstrahlung von Zeitimpulsen begann am 1. Januar 1959, zunächst nur vormittags. Im August 1970 wurde auf 24-Stunden-Dauerbetrieb übergegangen. Die Signale entsprechen dem internationalen Zeitsystem UTC. Die über DCF77 verbreitete Zeitinformation stellt die gesetzliche Zeit Deutschlands dar.
Außerdem sendet dort DCF49, das Signal der Europäischen Funkrundsteuerung EFR. Bis 2005 wurde auch DCF42 gesendet, ein DGPS-Signal.
Neben dem Sendegebäude steht auch ein Mobilfunkturm in Fertigbetonbauweise.
Südlich der Hauptanlage, außerhalb des Betriebsgeländes, aber noch nördlich der A 3 befindet sich eine weitere Sendeantenne für Langwelle in Form einer an zwei abgespannten Stahlfachwerkmasten aufgehängten T-Antenne. Sie wurde auf einer Waldlichtung erbaut, auf der sich mit dem Häuser Schloss eine ältere Burg oder Wüstung befand.
Bis 1982 diente die Anlage auch als Langwellen-Rundfunksender, insbesondere als Reservesender für den Sender Donebach auf der Langwellenfrequenz 153 kHz. Dafür wurde ein 142 Meter hoher, gegen Erde isolierter abgespannter Stahlfachwerkmast mit einer Reusenantenne mit einem maximalen Durchmesser von 64 Meter verwendet. Diese Vorrichtung einschließlich des Mastes wurde 1982 außer Betrieb genommen und abgebaut.

### Lage
- Koordinaten: 50° 0′ 56,5″ N, 9° 0′ 42,6″ O Hauptanlage
- Koordinaten: 50° 0′ 27″ N, 9° 0′ 58,2″ O Südanlage

## Mittelwellen-Sendeanlage
Der Mittelwellensender Mainflingen wurde im Jahr 1966 errichtet. Er wird auch als Mainflingen B bezeichnet und liegt im Gegensatz zum Langwellensender südlich der A 3. Als Antenne wird ein 95 Meter hoher, gegen Erde isolierter Stahlfachwerkmast verwendet.
Bis 1978 war Mainflingen auch Reservestandort für alle Mittelwellenfrequenzen des Deutschlandfunks auf der Frequenz 1.539 kHz. Dafür existierte ein 144 Meter hoher, gegen Erde isolierter Stahlfachwerkmast mit Reusenantenne. Bis 1983 gab es noch eine Kreuzdipolantenne, die in 75 Meter Höhe an fünf 88 Meter hohen, gegen Erde isolierten Stahlfachwerkmasten befestigt war.
Am 1. Januar 1995 wurde die Ausstrahlung des Deutschlandfunks über den Sender Mainflingen aufgegeben, da die Antenne einen schlechten Wirkungsgrad hatte und der Sender Heusweiler als Ersatz gewonnen werden konnte. Bis 1983 wurde während der Nachtstunden für die Verbreitung des Mittelwellenprogramms des Deutschlandfunks eine an zwei 85 Meter hohen Masten in 75 Meter Höhe aufgehängte Dipolantenne verwendet. Sie ist heute abgebaut.
Ursprünglich sollte die Anlage abgerissen werden, doch fand sich ab 1. Juli 1997 der Evangeliums-Rundfunk als Nachmieter. Dieser veranlasste im Jahr 2005 den Aufbau einer neuen Kreuzdipolantenne für 2,4 Millionen Euro, die ab dem 1. April 2006 für den Fernempfang morgens und abends eingesetzt wird. Sie besteht aus fünf 80 Meter hohen Stahlfachwerkmasten, welche den schräg in die Ionosphäre strahlenden Kreuzdipol tragen. Der Mittelmast ist geerdet und die vier Randmasten gegen Erde isoliert. Diese Kreuzdipolantenne ist die einzige Rundfunksendeantenne in Deutschland, über die zirkular polarisierte Radiowellen abgestrahlt werden und neben der im Juli 1995 stillgelegten und inzwischen abgebauten Kreuzdipolantenne des einstigen RIAS-Senders in Berlin-Britz die einzige ihrer Art in Deutschland.
Der Mittelwellensender wurde am 31. Dezember 2011 aus Kostengründen seitens des ERF abgeschaltet. Am 5. März 2012 wurde bekannt, dass der letzte potenzielle Nachmieter abgesprungen sei und die Anlage nun abgerissen werde.

### Lage
- Koordinaten: 50° 0′ 5″ N, 8° 58′ 30,8″ O

## Geschichte

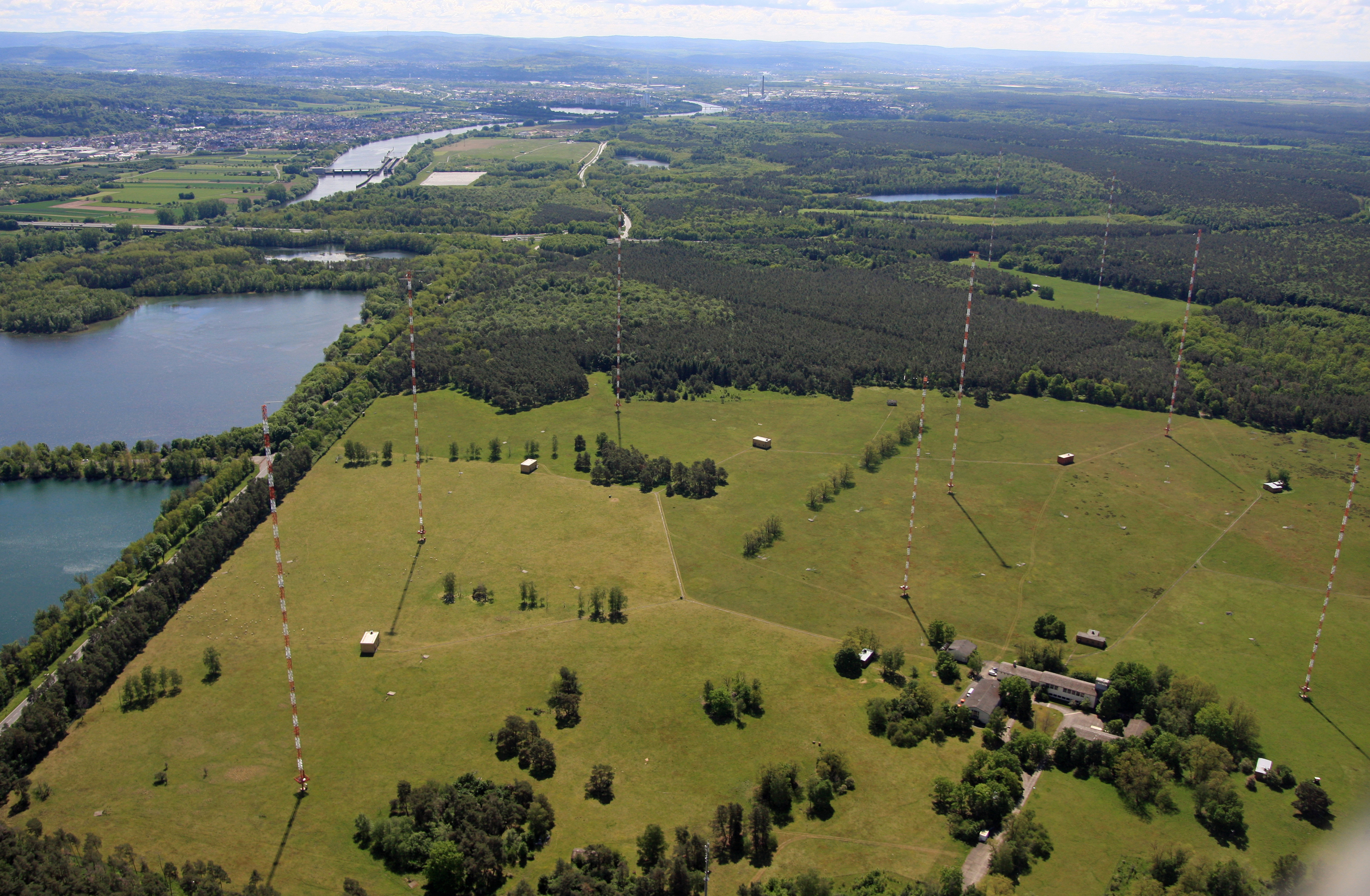
Die Sendeanlage aus der Luft, 2021

Die Sendefunkanlage begann ihre Arbeit am 1. Oktober 1949 mit einer modernen fahrbaren Sendeanlage, die bis ins folgende Jahr arbeitete, solange bis die für den eigentlichen Betrieb nötigen Großsendemasten und Bauten errichtet waren. Seit dem 22. November 2006 werden über den Sender DCF77 und über HBG neben Katastrophenmeldungen auch Wetterdaten übertragen.  Entsprechend ausgerüstete Funkuhren sind damit in der Lage, für 60 Regionen in Europa eine viertägige Wettervorhersage anzuzeigen. Bis 2007 gehörten die Sendeanlagen der Deutsche-Telekom-Tochter T-Systems, aus der sich die ehemalige Tochter Media Broadcast löste. Seit 2008 ist das Gelände rechtskräftiges FFH-Gebiet, auf dessen Fläche der seltene Sandmagerrasen wächst. Die Fläche wird durch einen Schäfer betreut, der die Rasenfläche einmal im Jahr von seiner Schafherde beweiden lässt.